# Juncus mertensianus
Juncus mertensianus är en tågväxtart som beskrevs av August Gustav Heinrich von Bongard. Juncus mertensianus ingår i släktet tåg, och familjen tågväxter. Inga underarter finns listade i Catalogue of Life.